# Koninkrijk Luang Prabang
Het koninkrijk Luang Prabang ook wel Lan Xang Hom Kao (Land van een miljoen olifanten en de witte parasol) is een oud koninkrijk dat grofweg het noordelijke deel van Laos besloeg. Het koninkrijk ontstond toen in 1707 het koninkrijk Lan Xang door de koning van Ayutthaya in twee delen werd gesplitst om het koninkrijk minder sterk te maken. In het noorden werd het koninkrijk Luang Prabang gesticht met als hoofdstad Luang Prabang. En in het zuiden het koninkrijk Vientiane met als hoofdstad Vientiane (Wieng Chan in Lao), onder Sai Setthathirat II. De eerste koning van Luang Prabang was Kitsalat.
In 1713 splitste ook het koninkrijk Champasak, onder Soi Sisamut, zich van Vientiane af.
In 1946 ontstond het verenigde Laos, waarin de verschillende Laotiaanse koninkrijkjes opgingen. Sisavang Vong (1885-1959) werd hiervan de eerste koning.